# 黑嘎乡
黑嘎乡，是中华人民共和国四川省凉山彝族自治州会东县曾经下辖的一个乡。

## 行政区划
黑嘎乡撤销前下辖以下地区：
四家村、黑嘎村、铜厂沟村、小河沟村、包谷山村和纸厂村。